# Ukraińskie Wieści
Ukraińskie Wieści (ukr. Укρаїнський Βісник) – magazyn telewizyjny TVP3 Olsztyn ukazujący się raz na dwa tygodnie.

## O programie
W „Ukraińskich Wieściach” omawiane są najważniejsze problemy, wydarzenia i tematy o mniejszości ukraińskiej na Warmii i Mazurach, które są największym skupiskiem tej ludności w Polsce (39% w skali kraju, czyli 11 881 osób według Narodowego Spisu Powszechnego z 2002 roku). Program prowadzony jest w języku ukraińskim z polskimi napisami.